# 大遷徙假說

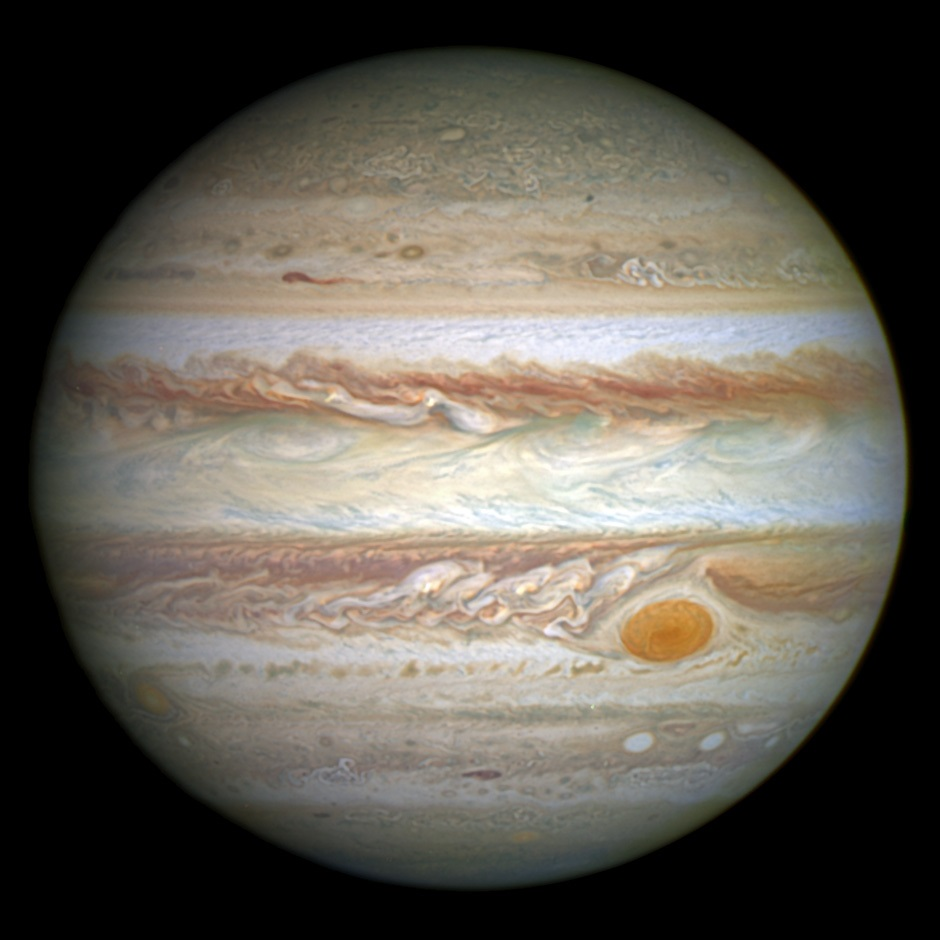
太陽系可能是被木星的大遷徙塑造成現今的狀態。

大遷徙假說是行星天文學提出的議題，認為木星在距離太陽3.5AU的地方形成，然後向內遷移到1.5 AU，之然後由於在軌道共振中捕獲土星而逆轉航向，最終在5.2 AU的當前軌道附近停止。木星在行星遷移的逆轉被比作帆船改變路徑方向的逆風行駛（逆風行駛）。
由於木星的遷移，微行星盤在1.0天文單位被截斷，限制了可用於形成火星的物質。木星兩次穿越小行星帶，先將小行星向外散射，然後向內散射。由此產生的小行星帶質量小，傾角和離心率範圍廣，以及散布在木星原始軌道內外的族群。木星前方的微行星碰撞產生的碎片可能將早期的第一代行星帶入太陽。

## 敘述
在「大遷徙假說」中，木星的形成發生在雪線（冰凍線）附近，大約3.5AU。木星在形成後經歷了兩階段的遷移，先向內遷移到1.5 AU，然後逆轉方向向外遷移。
在清理出氣體盤的一個缺口後，木星經歷了II型遷移，與氣體盤一起緩慢地向太陽移動。如果不間斷的話，這種遷移將使木星處於類似於其它行星系統中的熱木星，繞行在緊鄰太陽的軌道上。土星也向太陽移動，但因體積越小，移動得越快，經歷 I型遷移或失控遷移。土星在與木星軌道是2:3的平均運動共振上被木星捕獲。在木星和土星周圍氣體盤面的空隙形成重疊，改變了這兩顆一起遷移的行星之間的力平衡。土星局部清除了它的一部分間隙，减少了外部圓盤施加在木星上的扭矩。 
行星上的淨扭矩隨後變為正，內部的林達博共振產生的扭矩超過了外盤產生的扭矩，行星開始向外遷移。因為行星之間的相互作用使氣體能够通過縫隙流動，使得向外遷移能够繼續。氣體在通過的過程中與行星交換角動量，新增了扭矩的正平衡，使行星能够相對於圓盤向外遷移；交換還將質量從外盤轉移到內盤。氣體向內盤的轉移也減緩了內盤在吸積到太陽上時相對於外盤質量的降低，否則會削弱內部扭矩，結束巨行星的向外遷移。在大遷徙假說中，認為當木星位於1.5 AU時，被這一過程逆轉了行星的向內遷移。木星和土星的向外遷移一直持續到它們在一個張開的圓盤內達到零扭矩的配置，或者當氣體盤消散時。據推測，整個過程將在木星到達其大致當前軌道時結束。

## 大遷徙假設的範圍
這個假設可以適用於太陽系中的許多現象。

### 火星問題
火星問題是對類地行星形成的一些模擬之間的衝突。在模擬開始時，微行星分佈在整個內太陽系，這些模擬以在形成其區域內0.5–1.0地球質量的行星結束，這遠大於火星的實際質量：0.107地球質量。木星的大遷徙通過限制形成火星的物質來解决火星質量的問題。
木星的向內遷移改變了物質的分佈，驅動微行星向內，在1.0AU內形成物質密集和混合的狹窄緻密帶，並使火星形成的區域基本上空無一物。行星胚胎在狹窄的帶內迅速形成。這些胚胎中的大多數在6,000萬至1億3,000萬年的時間裏碰撞和合併，形成較大的類地行星（金星和地球），其它的則散射到這個區域之外。這些散射掉的行星胚胎，被剝奪了額外的物質，減緩了它們的生長，形成了質量較低的類地行星：火星和水星。

### 小行星帶
木星和土星在遷移過程中將大多數小行星從其初始軌道上趕走，留下了來自木星原始位置內外被激發的殘骸。在木星遷移之前，周圍區域包含著小行星，這些小行星的成分隨著與太陽的距離而變化。 岩石小行星佔據了內部區域的主導地位，而雪線以外的外部區域則由更原始、結冰的小行星佔據著主導地位。當木星和土星向內遷移時，大約15%的內部小行星向外分散到土星以外的軌道上。在航向逆轉後，木星和土星第一次遇到這些冰凍的天體，將大約0.5%的原始種群向內散射到穩定的軌道上。後來，隨著木星和土星遷移到外部區域，大約0.5%的原始小行星被分散到外部小行星帶的軌道上。與木星和土星的相遇使許多被捕獲的小行星具有大的偏心率和傾角。在尼斯模型中描述的巨行星不穩定期間，這些離心率可能會降低，因此離心率分佈與當前小行星帶的離心率分佈相似。一些結冰的小行星也被留在穿過形成類地行星區域的軌道上，當結冰的小行星與吸積中的行星碰撞時，水可以被輸送到行星。

### 缺少超級地球
太陽系中沒有近軌道運行的超級地球可能也是木星向內遷移的結果。當木星向內遷移時，微行星被其平均運動共振捕獲，導致它們的軌道縮小，偏心度增大。當微行星的相對速度隨之變得足够大，足以產生災難性的撞擊時，就會出現碰撞級聯。然後，由於氣體盤的阻力，產生的碎片螺旋向內朝向太陽。如果早期太陽系中有超級地球，這些碎片大部分會以共振的管道被捕獲，超級地球並可能在碎片向內旋轉時被推入太陽。現在的類地行星則是由木星逆轉航向後留下的微行星形成。然而，如果碎片聚合成更大的天體，减少了氣體阻力，那麼近軌道超級地球向太陽的遷移是可以避免的；如果原行星盤的內側有一個內腔，它們的向內遷移可能會在空腔的邊緣附近停止。如果太陽系內部還沒有行星形成，那麼碰撞級聯過程中較大天體的破壞可能會使剩餘的碎片小到足以被太陽風向外推動，而太陽風在早期太陽系比現在更强，使得在水星軌道內幾乎沒有行星形成。

### 後續發展
使用原行星盤模型模擬類地行星的形成，包括粘性加熱和行星胚胎的遷移，表明木星的遷移可能在2.0天文單位時發生了逆轉。在模擬中，胚胎的偏心是由木星的擾動激發的。由於這些偏心度被最近模型中密度更大的氣盤阻尼，胚胎的半長軸收縮，使固體的峰值密度向內移動。對於木星以1.5天文單位反向遷移的模擬，這導致最大的類地行星在金星軌道附近形成，而不是在地球軌道上形成。相對的，在2.0天文單位逆轉木星遷移的模擬，結果與當前的太陽系更接近。
當碰撞造成的碎片被包括在具有早期不穩定性的模擬中時，類地行星的軌道會更好地產生。這些碰撞產生的大量小天體通過額外的碰撞和動力摩擦，降低了不斷增長的行星軌道的偏心度和傾角。這也導致更大一部分類地行星的質量集中在金星和地球上，並延長了它們相對於火星的形成時間。
巨型行星通過小行星帶的遷移造成了撞擊速度的飆升，這可能導致CB球粒隕石的形成。CB球粒隕石是一種富含金屬的碳質球粒隕石，含有鐵/鎳結核，在第一個固體形成後480±30萬年的衝擊熔體結晶形成。這些金屬的蒸發需要大於18 km/s的衝擊，遠遠超過標準吸積模型中12.2 km/s的最大值。木星在小行星帶上的遷移新增了小行星的偏心度和傾角，導致週期50萬年間的撞擊速度足以蒸發金屬。如果CB球粒隕石的形成是由於木星的遷移，它可能發生在太陽系形成450-500萬年之後。
土衛六泰坦周圍存在濃厚的大氣層，木衛三蓋尼米德和木衛四卡利斯多周圍沒有厚重的大氣層，這可能是由於它們形成的時間相對於不同的大遷徙航向。
如果蓋尼米德和卡利斯多在大遷徙之前形成，那麼隨著木星向太陽靠近，它們的大氣層就會消失。然而，為了使泰坦避免土星的I型遷移，也為了使泰坦的大氣層得以生成，它一定是在大遷徙之後形成的。
與其它胚胎的相遇可能會破壞繞火星運行的圓盤的穩定，從而减少火星周圍形成的衛星質量。在火星因為與其它行星相遇而從環面散射後，它繼續與其它天體相遇，直到內太陽系的物質被行星清除。雖然這些相遇使火星的軌道與其它行星脫鉤，並保持在穩定的軌道上，但它們也會擾亂形成火星衛星的物質盤。這些擾動導致物質從火星軌道逃逸或撞擊火星表面，從而减少星盤的質量，因而只能形成較小的衛星。

## 潛在問題
如果火星的成分與地球和金星不同，那麼火星的大部分吸積一定發生在由大遷徙形成的狹窄物質環之外。在大遷徙形成的環面中生長的行星以相似的成分結束。如果這一大遷徙轉變發生得很早，而成為火星的胚胎相對較小，那麼如果它像小行星一樣向外散射，然後向內散射，就會形成一個成分不同的火星。發生這種情況的幾率大約為2%。
後來的研究表明，在漸漸消退的太陽星雲中，土星和木星遷徙的匯聚軌道不太可能建立3:2的平均運動共振。取代支援更快的失控遷徙，星雲的條件導致土星的遷徙速度減慢，並在2:1的平均運動共振中被捕獲。在2:1的平均運動中捕獲的木星和土星通常不會逆轉遷徙的方向，但可以確定在特定的星雲結構下，可能會推動向外地遷移。然而，這些配置往往會激發木星和土星軌道離心率的數值，其值介於實際值的三倍之大。同時，如果氣體的溫度和粘滯度允許土星產生更深的縫隙，由此產生的淨扭矩會再次變為負值，從而導致系統的向內遷徙。
大遷徙的劇本忽略了在木星和土星上不斷累積的氣體。事實上，為了推動向外的遷徙和移動行星接近它們目前的軌道，太陽星雲必須包含足夠的天然氣體庫圍繞著這兩顆行星的軌道。然而，這種氣體將提供一個吸積的來源，會影響木星和土星的生長和質量的比率。能在3:2 的平均運動共振中捕獲的星雲密度類型對兩個行星的生存特別危險，因為它可以導致值得注意的大質量行星生成，和行星-行星的散射。但是，導致2:1平均運動共振系統的條件也可能使行星處於危險之中。在兩顆行星上的氣體堆積也會減少對內盤的供給，從而降低對太陽的吸機率。這個過程的工作是消耗盤面在木星軌道內側的部分氣體，削弱了木星的扭矩產生的內部林達博共振，並可能結束行星的向外遷移。

## 其它選擇
已經提出了多種假說來解釋火星的低質量。小火星可能是一個低概率事件，因為它發生在從分佈在整個內太陽系的微行星開始的一小部分模擬中，但不是零。一個小火星可能是因為在微行星形成之前，由於固體物質進一步向內漂移，其區域基本上是空的。如果尼斯模型中描述的巨行星不穩定性在早期發生，那麼在火星區域形成之前，大部分質量也可能已經從火星區域移除。 如果微行星和胚胎成長為類地行星的大部分原因是卵石吸積，那麼隨著與太陽距離的增加，這一過程的效率可能會降低，從而形成一個小火星。氣體盤中的行星胚胎向1 AU的匯聚遷移將導致類地行星僅在這一距離附近形成，使火星成為擱淺的胚胎。在氣體盤清理過程中，掃掠的長期共振也會激發傾斜和偏心，增加相對速度，從而導致碰撞產生碎片而不是吸積。這些假設中的一些也可以解釋小行星帶的低質量。
還提出了一些假設來解釋小行星的軌道偏心度和傾角以及小行星帶的低質量。如果小行星帶的區域最初是空的，因為那裡形成的微行星很少，那麼它可能是由在木星和土星的氣體吸積過程中向內散射的結冰的微行星，以及被正在形成的類地行星向外散射的石質小行星居住著。向內散射的冰微行星也可以將水輸送到陸地的區域。 如果木星和土星的共振軌道在尼斯模型不穩定之前變得混亂，那麼一個最初的低質量小行星帶的軌道偏心度和傾角可能會受到長期共振的激發。小行星的偏心度和傾角也可能在這顆巨行星不穩定的過程中受到激發，如果持續幾十萬年，就會達到觀測到的水準。 在最初質量巨大的小行星帶中，小行星和胚胎之間的引力相互作用將通過改變小行星的半長軸來增强這些影響，將許多小行星驅動到不穩定的軌道上，因為它們與行星的相互作用而被移走，導致99%以上的質量損失。氣體盤消散過程中的長期共振可能會激發小行星的軌道，並在它們的偏心度被激發後，由於氣體阻力而向太陽盤旋時將許多小行星移走。 
也有人提出了一些關於缺乏近軌道超級地球和水星質量小的假設。如果木星的核心在靠近太陽的地方形成，那麼它在太陽系內部的向外遷移可能會將物質在共振中向外推動，使金星軌道內的區域材料耗盡。 在經過盤風演化的原行星盤中，行星胚胎可能在合併形成行星之前向外遷移，從而使太陽系在水星軌道內沒有行星。氣體盤中的行星胚胎向1天文單位的匯聚遷移也會導致在這一距離附近形成大型類地行星，使水星成為擱淺的胚胎。早期第一代的內行星可能因不穩定期間的災難性碰撞而遺失，導致碎片被磨得足够小，可以因坡印廷-羅伯遜阻力而遺失。如果星子形成只發生在早期，那麼星子盤的內緣此時可能位於矽酸鹽凝結線處。比水星軌道更近的星子形成可能需要恆星的磁場與星盤的旋轉對齊，從而使氣體耗盡，而使固氣比達到足以發生流動不穩定性的值。超級地球的形成可能需要比早期太陽系更高的向內漂移的卵石流量。在距離比0.6天文單位更近的原行星盤中運行的小行星可能因逆風而被侵蝕。早期的太陽系在很大程度上耗盡了物質，這可能會導致小行星的形成，這些小行星在早期的不穩定中遺失或被摧毀，只留下水星或只形成水星。

## 擁護者
在2014年，第45屆月球和行星科學大會，Seth A. Jacobson、Alessandro Morbidelli、D. C. Rubie、Kevin Walsh、David P. O'Brien、Sean Raymond、S. Steart和S. Lock共同發表標題為「行星形成於內部大遷徙的模型」，說明從大量的N體數值模擬的類地行星形成過程的結論。